# Kingisepp
Kingisepp (russo Ки́нгисепп) è una città di 50 295 abitanti della Russia posta nell'oblast' di Leningrado, sul fiume Luga, a 137 chilometri da San Pietroburgo, a 20 da Narva (Estonia) e a 49 dal Golfo di Finlandia. È capoluogo del Kingiseppskij rajon.
Già Jamburg (cirillico Ямбург), fu rinominata in onore del bolscevico estone Viktor Kingissepp nel 1922.

## Voci correlate

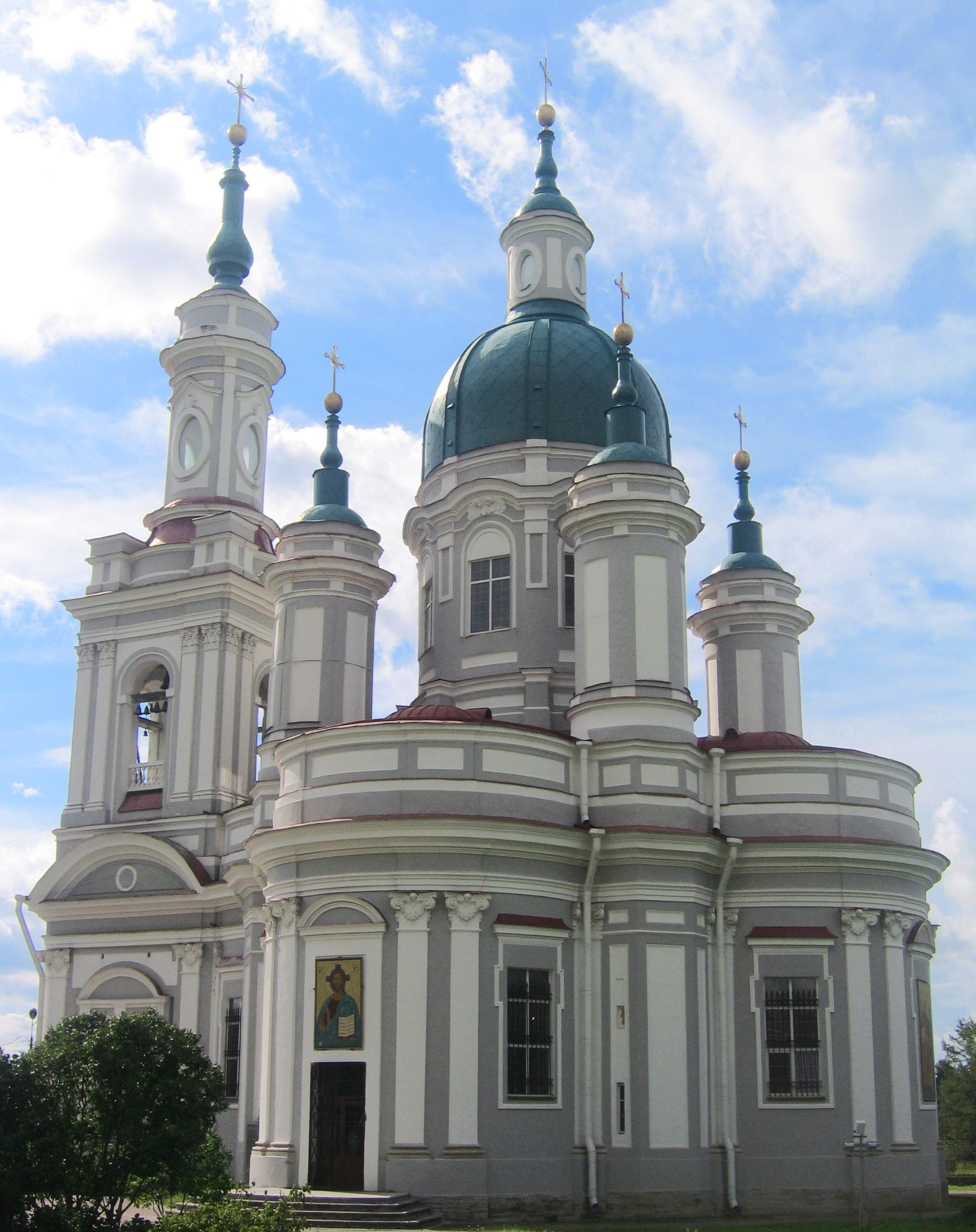
Cattedrale di Santa Caterina

## Amministrazione

### Gemellaggi
- Narvik, Norvegia
- Sassnitz, Germania
- Rauma, Finlandia